# Lista de Autoestradas Interestaduais no Alasca

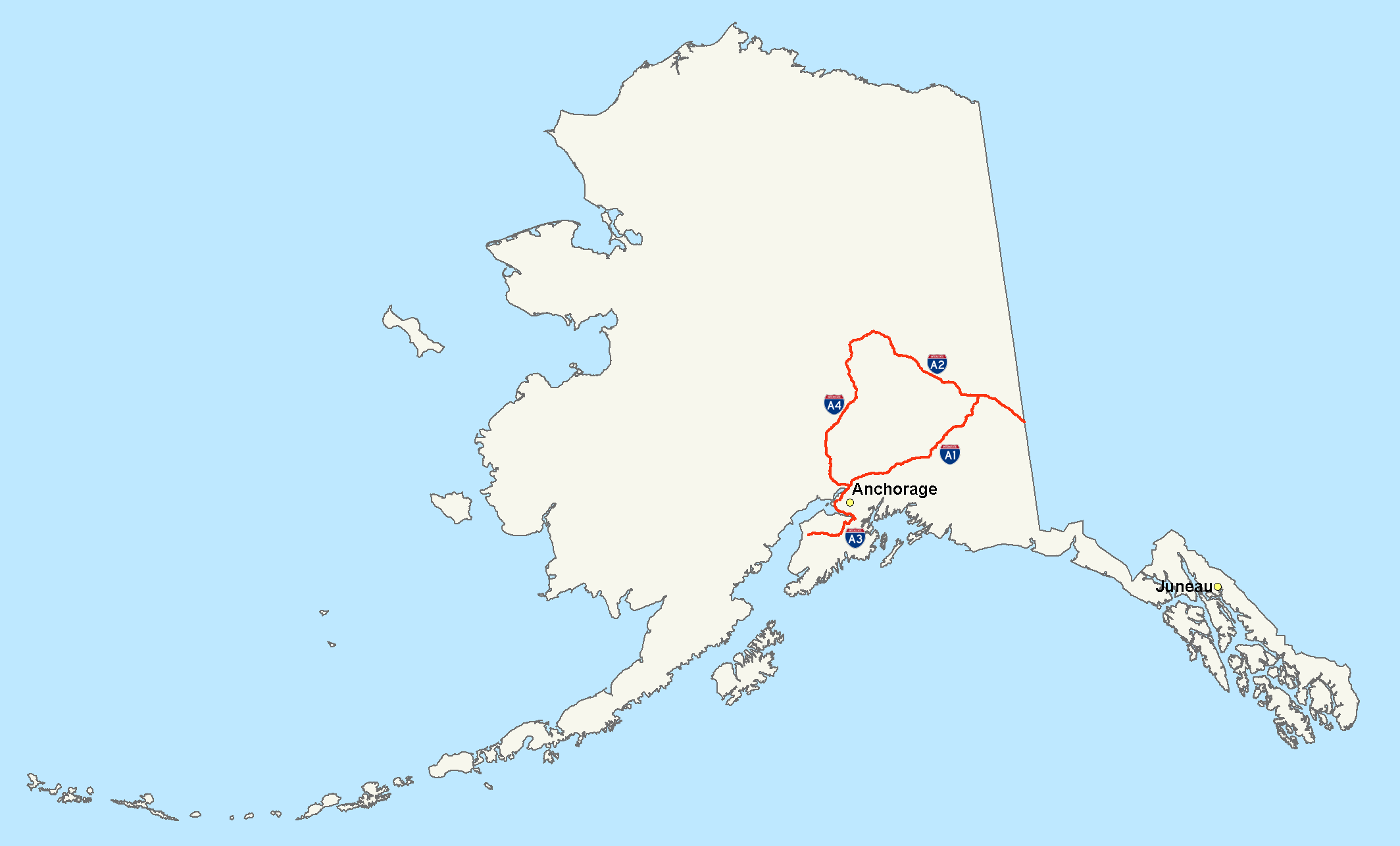
Mapa de autoestradas interestaduais do Alasca

As autoestradas interestaduais do Alasca pertencem e são mantidas pelo estado norte-americano do Alasca. O Departamento de Transportes e Instalações Públicas do Alasca (DOT&PF) é responsável pela manutenção e funcionamento das rodovias interestaduais. O Sistema Interestadual de Autoestradas dos Estados Unidos no Alasca inclui quatro rodovias que cobrem 1.0741,66 km (1.082,22 milhas). A mais longa é a Interstate A-1 (A-1), com 656,98 km (408,23 milhas) de comprimento, enquanto a rota mais curta é a A-3, com 238,38 km (148,12 milhas) de comprimento. Todas as interestaduais no Alasca não estão sinalizadas e não são geralmente referidas pelos seus números de autoestrada.
As interestaduais no Alasca seguem o sistema de numeração Interstate A-n, onde n representa o número da interestadual. O sistema de autoestradas interestaduais foi alargado ao Alasca em 1976, através do Federal-Aid Highway Act of 1976, que definiu o sistema de autoestradas interestaduais no Alasca e em Porto Rico ao abrigo do 23 U.S.C. § 103(c)(1)(B)(ii).
A maior parte da extensão das autoestradas interestaduais no Alasca não foi construída de acordo com as normas das autoestradas interestaduais, mas são pequenas rodovias rurais de duas faixas não divididas. O Título 23 estabelece que “as autoestradas do sistema interestatal no Alasca e em Porto Rico devem ser concebidas de acordo com as normas geométricas e de construção adequadas às exigências atuais e prováveis futuras do tráfego e às necessidades da localidade da autoestrada.” No entanto, algumas partes destas rodovias foram construídas de acordo com as normas das autoestradas interestaduais. A Seward Highway, parte da A-3, foi construída de acordo com as normas de autoestrada em Anchorage. A Glenn Highway, que faz parte da A-1, foi construída de acordo com as normas de autoestrada de Anchorage a Wasilla. Uma parte muito pequena da George Parks Highway, A-4, foi construída segundo as normas de autoestrada em Wasilla. Em Fairbanks e arredores, a Richardson Highway, parte da A-2, foi construída segundo as normas de autoestrada. Para além destas autoestradas, a Johansen Expressway, em Fairbanks, e a Minnesota Drive Expressway, em Anchorage, foram construídas segundo as normas de autoestrada.

## Rodovias
| Rodovia | Longitude (km) | Longitude (mi) | De        | Até                  | Nome                                                           |
| ------- | -------------- | -------------- | --------- | -------------------- | -------------------------------------------------------------- |
| A-1     | 656.98         | 408.23         | Anchorage | Fronteira com Canadá | Glenn Highway, Richardson Highway, Tok Cut-Off, Alaska Highway |
| A-2     | 325.38         | 202.18         | Tok       | Fairbanks            | Alaska Highway, Richardson Highway                             |
| A-3     | 238.38         | 148.12         | Anchorage | Soldotna             | Seward Highway, Sterling Highway                               |
| A-4     | 520.93         | 323.69         | Palmer    | Fairbanks            | George Parks Highway                                           |